# سرطان كبير القرون
سرطان كبير القرون (الاسم العلمي:Ocypode macrocera) هو نوع من الحيوانات يتبع جنس السرطان السريع الأرجل من فصيلة السرطانات الشبحية.